# Norco Performance Bikes
Pour les articles homonymes, voir Norco.
Norco est un des plus anciens concepteurs canadien de vélos. Fondé en 1964, le siège social est basé à Port Coquitlam.
La gamme de vélo est très vaste : vélo de montagne, vélo de course, vps, aventure, freeride, etc.